# Agrodiaetus altivagans
Agrodiaetus altivagans är en fjärilsart som beskrevs av Forster 1956. Agrodiaetus altivagans ingår i släktet Agrodiaetus och familjen juvelvingar. Inga underarter finns listade i Catalogue of Life.